# Phenylalaninol
Phenylalaninol ist eine chemische Verbindung aus der Gruppe der chiralen 1,2-Aminoalkohole. Valinol kann aus der Aminosäure Phenylalanin gewonnen werden, weshalb es zumeist, wie auch Phenylalanin, enantiomerenrein in der (S)-Konfiguration vorliegt. Das Enantiomer (R)-Phenylalaninol und das racemische (RS)-Phenylalaninol besitzen nur geringe Bedeutung.

## Gewinnung und Darstellung
(S)-Phenylalaninol kann durch Reduktion von (S)-Phenylalanin mit Lithiumaluminiumhydrid oder Boran-Dimethylsulfid-Komplex hergestellt werden. Alternativ können Natriumborhydrid/Iod oder Hydrierkatalysatoren verwendet werden.

## Verwendung
(S)-Phenylalaninol kann in der Synthese von enantiomerenreinen Oxazolin-Katalysatoren und Imidazolidinon-Auxiliaren für asymmetrische Aldol-Reaktionen verwendet werden.